# Ерезинг
Ерезинг (њем. Eresing) општина је у њемачкој савезној држави Баварска. Једно је од 31 општинског средишта округа Ландсберг ам Лех. Према процјени из 2010. у општини је живјело 1.826 становника. Посједује регионалну шифру (AGS) 9181118.

## Географски и демографски подаци
Ерезинг се налази у савезној држави Баварска у округу Ландсберг ам Лех. Општина се налази на надморској висини од 600 метара. Површина општине износи 14,2 km². У самом мјесту је, према процјени из 2010. године, живјело 1.826 становника. Просјечна густина становништва износи 128 становника/km².